# Waco
Waco (pronunciado /ˈweɪkoʊ/) es una ciudad ubicada en el condado de McLennan en el estado estadounidense de Texas. En el Censo de 2010 tenía una población de 124 805 habitantes y una densidad poblacional de 475,87 personas por km².
La ciudad fue fundada en 1849 por George B. Erath, quien había pensado llamarla Lamartine, pero luego escogió un nombre basado en el nombre de la tribu que ocupaba el espacio antes de los blancos, los huaco.
El 11 de marzo de 1953 un tornado arrasó la ciudad, matando a 114 personas.
En 1993, Waco fue noticia mundial por un largo enfrentamiento entre agentes federales y miembros atrincherados de la secta religiosa de los Davidianos, que concluyó con un incendio que destruyó el centro de la secta y mató a más de setenta miembros, que permanecían encerrados y asediados por las fuerzas de la ley desde hacía más de cincuenta días.

## Historia
En 1916, un adolescente afroamericano llamado Jesse Washington fue torturado, mutilado y quemado hasta morir en la plaza de la ciudad por una turba que sitió el ayuntamiento; allí había sido condenado tras haber confesado haber asesinado a una mujer blanca. El los actos participaron unos 15 000 vecinos de Waco. Este hecho se convirtió en una cause célèbre de la NAACP contra los frecuentes linchamientos. En el año 2006, el ayuntamiento de Waco condenó oficialmente el linchamiento, que tuvo lugar sin la oposición de los dirigentes políticos judiciales locales: el alcalde y el jefe de policía de la ciudad presenciaron el linchamiento. El 15 de mayo del año 2016, en el centenario de la muerte de Jesse Washington, el alcalde pidió disculpas en una ceremonia frente a algunos descendientes de la víctima y se erigió un monumento en su honor.

## Geografía
Según la Oficina del Censo de los Estados Unidos, Waco tiene una superficie total de 262,27 km², de la cual 230,41 km² corresponden a tierra firme y 31,85 km² (12,14 %) es agua.

### Clima
| Parámetros climáticos promedio de Waco Regional Airport, Texas, normales 1991–2020, extremos 1901–presente | Parámetros climáticos promedio de Waco Regional Airport, Texas, normales 1991–2020, extremos 1901–presente | Parámetros climáticos promedio de Waco Regional Airport, Texas, normales 1991–2020, extremos 1901–presente | Parámetros climáticos promedio de Waco Regional Airport, Texas, normales 1991–2020, extremos 1901–presente | Parámetros climáticos promedio de Waco Regional Airport, Texas, normales 1991–2020, extremos 1901–presente | Parámetros climáticos promedio de Waco Regional Airport, Texas, normales 1991–2020, extremos 1901–presente | Parámetros climáticos promedio de Waco Regional Airport, Texas, normales 1991–2020, extremos 1901–presente | Parámetros climáticos promedio de Waco Regional Airport, Texas, normales 1991–2020, extremos 1901–presente | Parámetros climáticos promedio de Waco Regional Airport, Texas, normales 1991–2020, extremos 1901–presente | Parámetros climáticos promedio de Waco Regional Airport, Texas, normales 1991–2020, extremos 1901–presente | Parámetros climáticos promedio de Waco Regional Airport, Texas, normales 1991–2020, extremos 1901–presente | Parámetros climáticos promedio de Waco Regional Airport, Texas, normales 1991–2020, extremos 1901–presente | Parámetros climáticos promedio de Waco Regional Airport, Texas, normales 1991–2020, extremos 1901–presente | Parámetros climáticos promedio de Waco Regional Airport, Texas, normales 1991–2020, extremos 1901–presente |
| Mes | Ene. | Feb. | Mar. | Abr. | May. | Jun. | Jul. | Ago. | Sep. | Oct. | Nov. | Dic. | Anual |
| --- | --- | --- | --- | --- | --- | --- | --- | --- | --- | --- | --- | --- | --- |
| Temp. máx. abs. (°C)                                                                                       | 32.2 | 35.6 | 37.8 | 38.3 | 38.9 | 42.8 | 45.6 | 44.4 | 43.9 | 38.3 | 33.3 | 32.8 | 45.6 |
| Temp. máx. media (°C)                                                                                      | 15.1 | 17.3 | 21.2 | 25.5 | 29.6 | 33.7 | 35.9 | 36.2 | 32.7 | 27.1 | 20.4 | 15.8 | 25.9 |
| Temp. media (°C)                                                                                           | 8.6 | 10.9 | 14.9 | 19 | 23.5 | 27.7 | 29.8 | 29.7 | 25.9 | 20.2 | 14 | 9.6 | 19.5 |
| Temp. mín. media (°C)                                                                                      | 2.1 | 4.5 | 8.6 | 12.6 | 17.4 | 21.7 | 23.6 | 23.3 | 19.3 | 13.4 | 7.6 | 3.3 | 13.1 |
| Temp. mín. abs. (°C)                                                                                       | -20.6 | -18.3 | -9.4 | -3.3 | 1.1 | 11.1 | 14.4 | 11.7 | 3.9 | -3.9 | -8.3 | -20 | -20.6 |
| Precipitación total (mm)                                                                                   | 65.8 | 68.1 | 84.1 | 83.8 | 112.8 | 85.1 | 46.2 | 52.1 | 72.9 | 112 | 68.8 | 72.9 | 924.6 |
| Nevadas (cm)                                                                                               | 0 | 1 | 0.3 | 0.3 | 0 | 0 | 0 | 0 | 0 | 0 | 0.3 | 0 | 1.8 |
| Días de precipitaciones (≥ 0.2 mm)                                                                         | 7.2 | 6.9 | 8.1 | 7.1 | 8.3 | 6.5 | 4.7 | 4.9 | 5.8 | 6.7 | 6.9 | 7.1 | 80.2 |
| Días de nevadas (≥ 0.2 cm)                                                                                 | 0.0 | 0.3 | 0.1 | 0.1 | 0.0 | 0.0 | 0.0 | 0.0 | 0.0 | 0.0 | 0.0 | 0.1 | 0.6 |
| Fuente n.º 1: NOAA                                                                                         | | | | | | | | | | | | | |
| Fuente n.º 2: National Weather Service                                                                     | | | | | | | | | | | | | |

## Demografía
Según el censo de 2010, había 124 805 personas residiendo en Waco. La densidad de población era de 475,87 hab/km². De los 124 805 habitantes, Waco estaba compuesto por el 59,23 % blancos, el 21,52 % eran afroamericanos, el 0,64 % eran amerindios, el 1,77 % eran asiáticos, el 0,05 % eran isleños del Pacífico, el 13,98 % eran de otras razas y el 2,82 % pertenecían a dos o más razas. Del total de la población el 29,6 % eran hispanos o latinos de cualquier raza.

## Personas ilustres de Waco

### Deportistas
- Kwame Cavil, jugador de fútbol en Canadá
- Perrish Cox, jugador de la NFL de los Broncos de Denver
- Zach Duke, jugador de las ligas menores de béisbol.
- Dave Eichelberger, golfista profesional.
- Casey Fossum, jugador de las Ligas Mayores de Béisbol en el equipo de los Mets de Nueva York.
- Ken Grandberry, jugador de la NFL con los Bears de Chicago.[8]
- Robert Griffin III, jugador de la NFL de los Baltimore Ravens[9]
- Andy Hawkins, nacido en Waco, es un jugador retirado: major-league pitcher.[10]
- Sherrill Headrick, nacido en  Waco, llegó a la American Football League's Dallas Texans.[11]
- Derrick Johnson, fue un jugador de la NFL su equipo fue los Kansas City Chiefs.[12]
- Michael Johnson, velocista de los Estados Unidos de Norte América, graduado de la Baylor University en 1990.[13]
- Mike Singletary, linebacker de los Chicago Bears, llegó al Hall de la  Fama como jugador y NFL coach.[14]
- Rob Powell, es un coach  de fitness que ha logrado 2 Récords Mundiales Guinness certificados.[cita requerida]
- Dominic Rhodes, nacido en Waco, es un American football running back que juega en los Virginia Destroyers de la United Football League.[15]
- LaDainian Tomlinson, NFL jugador de futball en los New York Jets; nació en Rosebud y creció en Waco, y concurrió a la University High School.[16]
- Jeremy Wariner, exparticipante en atletismo para All-American de la Baylor University.[17]
- Darold Williamson, exparticipante en atletismo para  All-American for Baylor University.[18]
- Armoni Brooks, jugador de baloncesto.

### Actores
- Jules Bledsoe, cantante, actor de cine y teatro. When the Broadway premiere of Show Boat was delayed in 1927 by Ziegfeld, Paul Robeson became unavailable, so Bledsoe stepped in. He played and sang the role of Joe, introducing "Ol' Man River".[19]
- James Brown, estrella de cine y televisión; apareció com el teniente Ripley "Rip" Masters en 166 episodios de la serie de la ABC Las aventuras de Rin tin tin (1954–1959) y luego como el detective Harry McSween en Dallas, serie de la CBS.[cita requerida]
- Shannon Elizabeth, actriz de American Pie, nació en Houston y crecio en Waco.[20]
- Peri Gilpin, best known for her television character Roz Doyle on the hit series Frasier, was born in Waco and raised in Dallas.[21]
- Texas Guinan, actriz de Hollywood de 1917 a 1933. Estuvo activa en el vodevil y el teatro y estuvo en muchas películas (a menudo como el héroe armado en westerns mudos, más que rival para cualquier hombre). También tuvo una exitosa carrera como anfitriona en clubes nocturnos y bares clandestinos en la ciudad de Nueva York.[22]
- Thomas Harris, author of The Silence of the Lambs, was a student at Baylor University, and covered the police beat for the Waco Tribune-Herald.[23]
- Jennifer Love Hewitt, nacida en Waco.[24]
- Terrence Malick, director de La delgada línea roja, nació en Waco.  He also directed El árbol de la vida, which was set in the town of Waco in the 1950s.[25]
- Steve Martin, comediante, nació en Waco; su familia se mudó a California cuando tenía alrededor de seis años.[26]
- Kevin Reynolds, director (Robin Hood: príncipe de los ladrones, The Count of Monte Cristo, Waterworld), nacido y criado en Waco.[27]

### Músicos
- David Crowder Band (1996–2012), fue una banda de rock cristiano[28]
- Wade Bowen, cantante de música country[29]
- Pat Green, cantautor de música country.[30]
- Roy Hargrove, ganador del Premio Grammy trompetista de jazz, nació y creció en Waco.[31]
- Hi-Five, a successful R&B group who had hits in the 1990s including "I Like The Way (The Kissing Game)", is from Waco.[32]
- Kari Jobe, a two-time Dove Award winning Christian singer-songwriter was born in Waco and was raised in Watauga, Texas and Hurst, Texas.[33]
- Willie Nelson, cantautor de música country, nació en Abbott (Texas) y asistió a la Universidad de Baylor, durante un año.[34]
- Ted Nugent, guitarist, along with his wife Shemane and son Rocco Nugent, live in Waco[35]
- Bill Payne, keyboardist for the rock band Little Feat born and raised in the Waco area.[36]
- Billy Joe Shaver, country songwriter ("Honky Tonk Heroes") and singer ("Old Chunk of Coal"), lives in Waco.[37]
- Ashlee Simpson, pop music singer, was born in Waco and raised in Dallas.[38]
- Jessica Simpson, cantante de música pop, nació en Abilene y creció en Waco y Dallas.[cita requerida]
- Strange Fruit Project, an underground hip hop trio, is from Waco.[39]
- Hank Thompson, nació en Waco y es un cantante de música country que fue incluido en el Salón de la Fama de la Música Country y Salón de la Fama de los Compositores de Nashville.[40]
- Fisher Tull, compositor (1934–1994)[41]
- Mercy Dee Walton nació en Waco.[42]
- Tom Wilson, productor discográfico, creció en Waco y está enterrado allí.[cita requerida]

### Políticos
- Kip Averitt, State senator from District 22 from 2002 to 2010[43]
- Joe Barton, US congressman representing Texas's 6th congressional district in the U.S. House of Representatives, was born and reared in Waco.[44]
- Roy Bass, Waco native who served as mayor of Lubbock (1974–1978)[45]
- Russell B. Cummings, member of the Texas House of Representatives from Harris County, 1963–1967; retired to Waco[46]
- Chet Edwards, former U.S. representative[47]
- Kent Grusendorf, former state representative from Arlington, originally from Waco[48]
- Leon Jaworski, who prosecuted Nazi war criminals during the Nuremberg trials and then was the special prosecutor who brought down the Nixon administration during the Watergate scandal, was born and raised in Waco.[49]
- Charles R. Matthews, former mayor of Garland, Texas; member of the Texas Railroad Commission, and chancellor of the Texas State University System, is a Waco native.[cita requerida]
- Billy G. Mills (born 1929), Los Angeles City Council member, 1963–74, Superior Court judge thereafter[cita requerida]
- Albert Parsons, a radical labor organizer hanged for his role in Chicago's Haymarket Riot (but posthumously exonerated). During Reconstruction, he attended Waco University (now Baylor) and published a pro-civil rights newspaper in Waco. He moved to Chicago after marrying activist Lucy Waller.[cita requerida]
- Ann Richards, former governor of Texas and keynote speaker at the 1988 Democratic National Convention, was born in the Waco suburb of Lacy-Lakeview and graduated from Baylor University.[50]
- Ralph Sheffield, member of the Texas House of Representatives from Bell County; restaurateur in Temple, born in Waco in 1955[51]
- David McAdams Sibley, Sr., former state senator (1991–2002) and mayor of Waco (1987–1988)[52]

### Otros
- T. Berry Brazelton, nacido en Waco, es un reconocido autor de tratados de pediatría.
- Hallie Earle (1880–1963) First licensed female physician in Waco, 1902 M.S. from Baylor, only female graduate of 1907 Baylor University Medical School in Dallas.
- Heloise, of the "Hints from Heloise" column, was born in Waco. Her column addresses lifestyle hints, including consumer issues, pets, travel, food, home improvement, health and much more.
- David Koresh, leader of the Branch Davidians, died along with 75 others in the blaze during the Waco siege, in the town of Elk, nine miles (14 km) away.
- Robert W. McCollum (1925–2010), virologist who made important discoveries regarding polio and hepatitis.[53]
- Glenn McGee, nacido en Waco, es un reconocido defensor de la bioética.
- Doris (Dorie) Miller, born in Waco, was an African American cook in the Armada de los Estados Unidos and a hero during the attack on Pearl Harbor on December 7, 1941. He was the first African American to be awarded the Armada de los Estados Unidos second highest honor, the Cruz de la Armada. Actor Cuba Gooding Jr. portrayed Miller in the 2001 movie Pearl Harbor.
- C. Wright Mills, born in Waco, was a noted sociologist. Among other topics he was concerned with the responsibilities of intellectuals in post-World War II society, and advocated relevance and engagement over disinterested academic observation.
- W. Winfred Moore, Baptist clergyman lived in Waco during the 1990s, while he was a visiting distinguished professor of religion and director of the Center for Ministry Effectiveness at Baylor.
- Felix Huston Robertson, nacido en Washington-on-the-Brazos, fue general conferedado durante la Guerra Civil.
- Robert Wilson, es un aclamado director de cine internacional.